# Operationen Vigorous und Harpoon
Die Operationen Vigorous (Konvoi MW 11) und Harpoon (Konvoi WS 19) waren britische Konvoioperationen im Mittelmeer während des Zweiten Weltkriegs vom 2. Juni bis zum 16. Juni 1942. Ziel der Operationen war es, das belagerte Malta mit Nachschub zu versorgen.

## Verlauf der Schlacht
Sowohl von Alexandria („Operation Vigorous“) als auch von Gibraltar („Operation Harpoon“) liefen britische Konvois nach Malta aus, die zunächst von den Achsenmächten aus der Luft bekämpft wurden. Am 14. Juni verließen Flottenverbände unter Admiral da Zara die Häfen von Messina und Tarent (zwei Schlachtschiffe, vier Kreuzer, 10 Zerstörer), um die Konvois abzufangen. Die Briten reagierten mit Luftangriffen, später erstmals im Mittelmeerraum auch mit Unterstützung der Amerikaner, deren USAAF mit Bombern vom Typ B-24 „Liberator“ angriff. Die Alliierten beschädigten zunächst den Schweren Kreuzer Trento und das Schlachtschiff Littorio, die Achsenmächte versenkten den Zerstörer Hasty und beschädigten den Kreuzer Newcastle schwer. Am 16. Juni versenkte ein britisches U-Boot den manövrierunfähigen italienischen Kreuzer Trento. Auf alliierter Seite verlor man die Zerstörer Airedale und Nestor sowie den Kreuzer Hermione, und zwei weitere Kreuzer wurden beschädigt.
Auch der Konvoi aus Gibraltar erlitt erhebliche Verluste. Italienische Kreuzer beschädigten zunächst die Zerstörer Bedouin (danach von der italienischen Luftwaffe versenkt) und Partridge, später wurden weitere Schiffe durch Luftangriffe beschädigt oder versenkt. Weitere alliierte Verluste gab es in italienischen Minenfeldern.

## Folgen
Die Mittelmeerschlacht im Juni 1942 war ein begrenzter Erfolg der Achsenmächte. Nur drei Handelsschiffe und vier Zerstörer erreichten Malta. Doch während sich das Nachschubproblem auf alliierter Seite auf Malta beschränkte, entwickelte sich auf Seiten der Achsenmächte ein chronisches, allgemeines Nachschubproblem. Italienische Konvois erlitten auf dem Weg nach Nordafrika wegen des britischen Ultra Secret erhebliche Verluste. Die Seeschlacht im Juni 1942 bedeutete die letzte Beteiligung der italienischen Schlachtflotte an größeren Kampfhandlungen. Wegen Treibstoffmangel blieben die italienischen Schlachtschiffe in der Folge in den Häfen.